# Мелница (област Ямбол)
Вижте пояснителната страница за други значения на Мелница.
Мелница е село в Югоизточна България. То се намира в община Елхово, област Ямбол.

## География
Селото се намира на 17 km от общинския център Елхово и на 56 km от областния център Ямбол.

## История
При село Мелница е крепостта Версиникия  където на 22 юни 813 г. в Битката при Версиникия българските войски на хан Крум разбиват византийската армия на император Михаил I Рангаве. Лагерът на българската войска задълго е в околностите на близкото с. Маломирово (бившо Хамбарлии), където са открити и пренесени във Варненския музей от братя Шкорпил прочутите и значими за нашата история Хамбарлийски надписи. На 13 април 814 г. в околностите на с. Маломирово недалеч от с. Мелница във военния си лагер почива хан Крум, подготвяйки превземането на Цариград

## Културни и природни забележителности
На около 2 км от селото се намира местност наречена „Дрънчи дупка“ (Каракольовите дупки – на името на Кольо Жечев). До селото се намират пещерите Кеседжийца (дължина-161), Старата дупка (дължина-42), Дрънчи дупка (дължина-27), Пеньов бент (дължина-21), Джоганица (дължина-14), Кара Бурну (дължина-6).
Дрънчи дупка е местност в северното подножие на Дервентските възвишения в землището на с. Мелница. Карстов терен с няколко извора, отвесна пещера с подземна река и хоризонтална пещера. В местността е възстановена и функционира малка църква.
Местността Манастирчето край с. Мелница е обширна поляна с над 20 вековни дървета, извор с питейна вода, малка църква – светилище, основно реконструирана и обновена. Обект за краткотраен летен отдих.
Лесовски пролом на р. Тунджа между Сакар планина и Дервентските възвишения. Праговете по коритото и бързите води на р. Тунджа в местността Даркая са привлекателно място за провеждане на състезания по водно спускане (спускане по бързо течащи води) и воден слалом.
Тракийско скално светилище, разположено южно от с. Мелница. Върху верига от отделно стърчащи скали с протежение 6 – 8 км, са изсечени повече от 250 броя скални кръгове символизиращи слънчевия диск. Най-голямата концентрация от кръгове е в местностите Мирчоловите камъни, Мочуковите камъни и Кюстерлъка.
Дервентските възвишения са разположени на изток от долината на р. Тунджа, тясно свързани със Странджа планина. Те са удобни за краткотрайни излети и почивка сред природата.
Резерватите „Долна топчия“, „Горна топчия“, Балабана са в близот до Елхово и допринасят за неговата уникална и спокойна атмосфера, като дават възможност на жителите и на гостите на града да се насладят на разходка сред недокосната от човека природа.
Резерват „Долна топчия“ е разположен по поречието на река Тунджа край град Елхово на площ от около 538 хектара. Обявен за резерват през 1960 г. с цел да се запази единственото в България находище на колхидски фазан. В резервата има фазанария за отглеждане на малки фазанчета, които след това се разселват на подходящи места из страната. Освен колхидския фазан в резервата гнездят още няколко вида чапли: сиви, нощни, гривести, малки и бели, също така и блестящият ибис и много други видове птици. Резервата е съставен предимно от вековни лонгозни гори. От бозайници се срещат лисица, чакал, заек, дива свиня, елен лопатар.
Местността „Балабана“ е разположена на територията на град Елхово и е с площ 672 декара. В резервата преобладава лонгозна растителност, а птиците, които се срещат в него са бели, нощни, гривести чапли. От бозайници могат да бъдат видени чакал, лисица, заек.

## Личности
- Димитър Зехтинов (1950-2006), български офицер, генерал-лейтенант